# Sarggeburt
Eine Sarggeburt ist eine scheinbare Geburt, die nach dem Tod und bei beginnender Fäulnis einer schwangeren Leiche und ihres ungeborenen Kindes auftreten kann. Der Begriff stammt aus der Rechtsmedizin vor dem 20. Jahrhundert.
Nach dem Tod tritt zunächst die Totenstarre ein, wobei es auch zu Muskelkontraktionen der Gebärmutter kommt. Im weiteren Verlauf beginnt im Sarg typischerweise aufgrund des Sauerstoffmangels keine Verwesung, sondern eine Fäule, wobei Faulgase produziert werden, welche die mütterliche Leiche aufdunsen lassen. Insbesondere werden dabei Methan, Ammoniak, Stickstoff und Schwefelwasserstoff freigesetzt. 
Der Begriff wird aber auch bei anderen Auffindesituationen als im Sarg benutzt, die zu Fäulnis führen. Aufgrund des erheblichen Druckaufbaus im Inneren der Leiche kann der Fötus durch den Geburtskanal hinausgepresst werden.